# Bruno Molea
Bruno Molea (Tripoli, 7 febbraio 1955) è un politico e dirigente sportivo italiano, eletto nel 2006 Presidente di Associazione Italiana Cultura e Sport. Nel 2016 è stato eletto anche Presidente di Confederazione Sportiva Internazionale dei lavoratori. Membro del coordinamento nazionale del Forum Nazionale Terzo Settore, è membro del Consiglio nazionale Terzo Settore.

## Biografia
Nato a Tripoli nel 1955, si è diplomato nel 1974.
Nel 1970 si è trasferito a Forlì dove ha lavorato come Consulente per lo sviluppo reti commerciali e apertura mercati esteri presso il comune di Forlì.
Con un passato di arbitro di calcio federale, si occupa di formazione sportiva sia come tecnico che come dirigente. Fondatore e, per molti anni presidente della AiCS Volley Forlì, che ha militato fino al campionato femminile di B1, la sua è una storia di appartenenza ad Associazione Italiana Cultura Sport, ente di promozione sportiva nazionale riconosciuto dal CONI.
Dapprima presidente del comitato provinciale di Forlì-Cesena, Molea ricopre poi la rappresentanza AiCS per l'Emilia Romagna per due mandati prima di approdare, dal 2006, alla Presidenza nazionale dell'ente (con funzioni anche di amministratore) e dal quale viene riconfermato nell'ottobre 2020 per il quarto mandato consecutivo. 
- Dal 2023 è Consigliere CNEL (Consiglio Nazionale dell’Economia e del Lavoro);
- Dal 2022 è Presidente di AIOS (International Association of Organisations for Sport);
- Dal 2020 è Componente del Consiglio Direttivo GAISF (Global Association of International Sports Federations);
- Dal 2019 è Componente del Consiglio Nazionale del Terzo Settore, su nomina del Ministro del lavoro e delle politiche sociali;
- Dal 2018 al 2021 è stato Componente della Giunta Nazionale del CIP;
- Dal 2018 è presidente FICTUS (Federazione Italiana Enti culturali, turistici e sportivi);
- Dal 2013 al 2021 è stato Componente del Consiglio Nazionale CONI e del Consiglio Nazionale del CIP (Comitato Italiano Paralimpico);
- Dal 2010 è Componente dell’esecutivo nazionale del Forum Nazionale del Terzo Settore;
- Dal 2009 al 2013 è stato Vicepresidente OITS/ISTO (International Social Tourism Organisation);
- Dal 2009 al 2016 è stato Vicepresidente CSIT (Confédération sportive internationale du travail);
- Dal 2009 al 2017 è stato Componente del Consiglio Direttivo FITUS – Federazione Italiana Turismo Sociale (ridenominata nel 2017 FICTUS).

### Attività politica
Alle elezioni politiche del 2013 è candidato alla Camera dei deputati, nella circoscrizione Emilia-Romagna, nelle liste di Scelta Civica per l'Italia (in seconda posizione), venendo eletto deputato della XVII Legislatura.
A luglio 2016 è tra coloro i quali si schiera contro la fusione di Scelta Civica con Alleanza Liberalpopolare-Autonomie (ALA) di Denis Verdini, pertanto abbandona il partito assieme ad altri 14 deputati, dando vita al gruppo parlamentare Civici e Innovatori , diventandone Vicecapogruppo.
Nel maggio del 2024, in occasione delle elezioni europee, viene candidato nella lista di Forza Italia per la circoscrizione nord-orientale.

## Riconoscimenti
Molea ha ricevuto nel 2009 l'onorificenza di Cavaliere al Merito della Repubblica Italiana e la Stella d'Argento al Merito Sportivo da parte del CONI. Il 29 giugno 2012 gli è stato conferito il premio Internazionale pro-merito dall'Ordine dei Cavalieri di Malta quale procuratore di Pace. Nel settembre 2013 è stato insignito anche della Stella d'Oro al Merito Sportivo del CONI e nel febbraio 2020 di quella del Comitato Paralimpico.
Nel 2019 la federazione europea di dragonboat gli ha conferito il Qu Yuan Award.